# 피에트로 보셀리

피에트로 보셀리(Pietro Boselli, 1988년 12월 3일~ )는 이탈리아의 모델이자 UCL대학의 TA이다.

## 내력
보셀리는 6살 때부터 아르마니 주니어 모델에서 모델로 활동을 시작했다. 보셀리는 유니버시티 칼리지 런던에서 기계공학을 전공하였으며, 2010년 공학사를 취득했다. 2014년에는 철학박사를 취득했다. 박사 중 보셀리는 기계공학을 가르치기 시작했다. 2014년 1월, 학생들은 보셀리의 몸을 주목했으며, 페이스북을 비롯한 소셜 네트워크 서비스에 영상을 올렸다. 이 영상은 널리 퍼졌으며, 보셀리는 모델스 1과 계약하게 되었다. 보셀리는 "세계에서 섹시한 수학 선생"이라고 알려지게 되었다.
보셀리는 애버크롬비 & 피치와 에퀴녹스 피트니스 등에서 모델일을 했다.